# Partit Galleguista (1978)
El Partit Galeguista ha estat un partit polític de Galícia fundat en 1978, que es reclamava hereu de l'històric Partit Galleguista de la II República.

## Història
Després del fracàs electoral de la coalició entre el Partit Popular Gallec i el Partit Gallec Social Demòcrata, els seus dirigents van decidir refundar el Partit Galleguista, la qual cosa no va comptar amb el suport d'un sector del PPG contrari a dotar al partit d'un contingut galleguista. Es va convocar un Congrés Constituent el novembre de 1978 en el qual van participar membres històrics del Partit Galleguista de la República i l'exili, com Ramón Martínez López. Avelino Pousa Antelo fou escollit secretari general. Als vuit mesos Pousa Antelo va passar a ser el president i Luís Sobrado secretari general.
Per a les eleccions generals de 1979, el Partit es va integrar en Unidade Galega i va demanar el vot positiu en el referèndum de l'Estatut d'Autonomia de 1980. En el Congrés de juny de 1981, el PG girà cap a la dreta en triar com a president Alfonso Álvarez Gándara i expulsar al sector liderat per Sobrado. A les eleccions autonòmiques de 1981 el PG es va presentar en solitari i va obtenir 32.623 vots (3,23%), mentre que a les eleccions municipals de 1983 aquest suport es va reduir fins als 10.752 sufragis. En el Congrés Extraordinari de febrer de 1984, la majoria dels militants del Partit Galleguista, incloent al seu secretari general, Xosé Henrique Rodríguez Peña, van acordar integrar-se en Coalició Gallega. Aquesta decisió va suposar la sortida del partit de l'històric Manuel Beiras, que va fundar el Partit Galleguista Nacionalista.